# Степлер

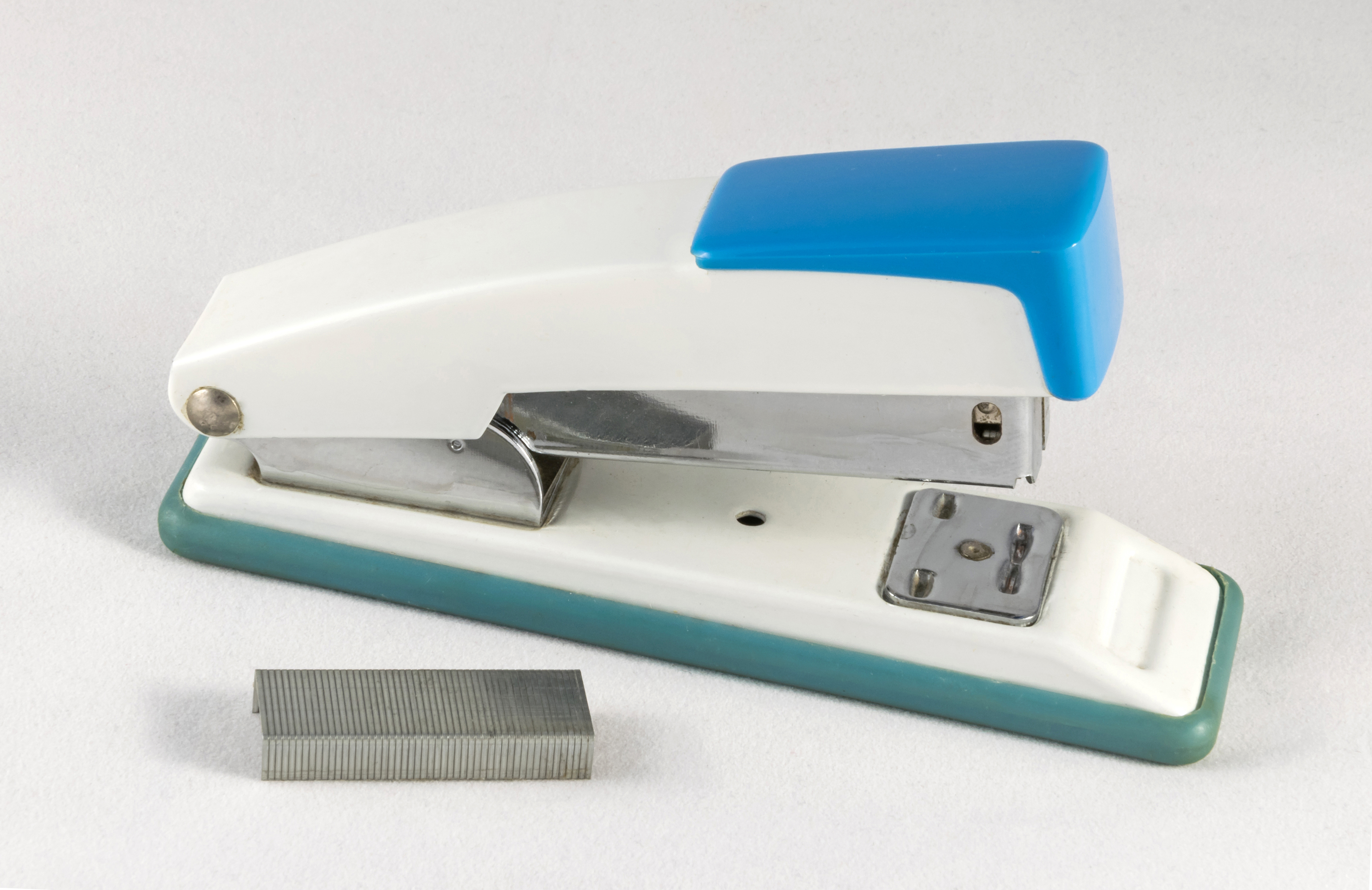

Сте́плер (англ. stapler, МФА: [ˈsteɪplə(r)] — «скріпкозшивач») — пристрій для скріплювання аркушів та іншого матеріалу за допомогою дужок, виготовлених з дроту.

## Різновиди

### Канцелярський
Скріпкозшивачі можуть бути ручні і електричні. Характеристикою використовуваних дужок є обмеження товщини аркушів, що скріплюються.
Дужки проходить через аркуші наскрізь, після чого їх кінці впираються у відхилюючу пластину.
У задній частці степлера (найближчою до шарніра) може розташовуватися металевий виступ, який застосовується для підчіплювання дужок при їхньому розгинанні та витяганні. В цьому випадку степлер може використовуватися і як антистеплер.

### Меблевий чи будівельний
Сьогодні степлер дещо видозміненої конструкції використовується в різних галузях господарства. При виробництві м'яких меблів ним кріплять тканину до жорсткого каркаса елементів меблів. Широко застосовують степлер в будівництві: за допомогою нього зручно кріпити паро- і гідробар'єр при влаштуванні даху з бітумної черепиці, кріпити целофанову церату до краю опалубки, щоб запобігти протіканню цементного розчину тощо.